# Myrsine robusta
Myrsine robusta är en viveväxtart som först beskrevs av Carl Christian Mez, och fick sitt nu gällande namn av B.M. Wadhwa. Myrsine robusta ingår i släktet Myrsine och familjen viveväxter. Inga underarter finns listade i Catalogue of Life.